# NGC 71
Az NGC 71 egy lentikuláris galaxis az Andromeda (Androméda) csillagképben.

## Felfedezése
Az NGC 71 galaxist William Parsons fedezte fel 1855. október 7-én.

## Tudományos adatok
A galaxis 6697 km/s sebességgel távolodik tőlünk.